# Viking (motor de coet)
El Viking és un motor coet bipropel·lent europeu, i va equipar la primera i segona etapes dels coets orbitals Ariane 1 a 4. Utilitzava propel·lents hipergòlics: Tetraòxid de dinitrogeni i UH 25 (una barreja del 75% UDMH i 25% d'hidrazina)
Els coets Arianes de les versions 1 a 4 van realitzar 144 llançaments; utilitzant en total 958 motor coet Viking. D'aquests només dos motors van fallar.
Una característica inususal dels motors Viking eren el seu dipòsit i bobma d'aigua. Aquesta s'utilitzava per a refrigerar els gasos d'escapament del generador de gas. Se'ls injectava aigua a 620 °C abans d'utilitzar-los per a accionar les tres bobmes coaxials (per a l'aigu, combustible i oxidant). L'aigua també s'utilitzava com a fluïd hidràulic per accionar les vàlvules.

## Versions i especificacions
| Versió                  | Viking 2                                            | Viking 2B                                           | Viking 4                                            | Viking 4B                                           | Viking 5C                                          | Viking 6                                              |
| ----------------------- | --------------------------------------------------- | --------------------------------------------------- | --------------------------------------------------- | --------------------------------------------------- | -------------------------------------------------- | ----------------------------------------------------- |
| Alçada                  | 2,87 m                                              | 2,87 m                                              | 3,51 m                                              | 3,51 m                                              | 2,87 m                                             | 2,87 m                                                |
| Diàmetre                | 0,95 m                                              | 0,99 m                                              | 1,70 m                                              | 1,70 m                                              | 0,99 m                                             | 0,99 m                                                |
| Massa                   | 776 kg                                              | 776 kg                                              | 826 kg                                              | 826 kg                                              | 826 kg                                             | 826 kg                                                |
| Propel·lents            | Tetraòxid de dinitrogen i UDMH en proporació 1,86:1 | Tetraòxid de dinitrogeni UH 25 en proporació 1,70:1 | Tetraòxid de dinitrogen i UDMH en proporació 1,86:1 | Tetraòxid de dinitrogen UH 25 en proporacióo 1,70:1 | Tetraòxid de dinitrogen UH 25 en proporació 1,70:1 | Tetraòxid de dinitrogen UH 25 en proporació 1,71:1    |
| Consum de combustible   | 250 kg/s                                            | ca. 275 kg/s                                        | ca. 275 kg/s                                        | 273 kg/s                                            | 244 kg/s                                           | ca. 275 kg/s                                          |
| Rendiment de la turbina | 2.500 kW a 10.000 rpm                               | 2.500 kW a 10.000 rpm                               | 2.500 kW a 10.000 rpm                               | 2.500 kW a 10.000 rpm                               | 2.500 kW a 10.000 rpm                              | 2.500 kW a 10.000 rpm                                 |
| Impuls al buit          | 690 kN                                              | ?                                                   | 713 kN                                              | 805 kN                                              | 758 kN                                             | 750 kN                                                |
| Impuls a nivell del mar | 611 kN                                              | 643 kN                                              | -                                                   | -                                                   | 678 kN                                             | ?                                                     |
| Ús                      | Ariane 1                                            | Ariane 2, 3                                         | Ariane 1                                            | Ariane 2 – 4                                        | Ariane 4                                           | PAL (accelerador de combustible líquid de l'Ariane 4) |